# Integrated Natural Resource Management
Integrated Natural Resource Management (INRM) ist ein interdisziplinär angelegter Masterstudiengang, der natur- und sozialwissenschaftliche Kenntnisse vermittelt. Die Grundlagen für die Entwicklung des modular aufgebauten Nachhaltigkeits-Studienganges wurden in den 1990er Jahren gelegt. INRM zielt darauf ab, Fachkundige auszubilden, die sich mit dem Management natürlicher Ressourcen wie Wasser, Nahrung und Energie befassen.

## Studieninhalte
Die Inhalte des Studienganges entstammen verschiedenen Wissensgebieten: der Ökologie, dem Pflanzenbau, der Tierhaltung, der Fertigungstechnik, dem Umweltmanagement, der Ressourcenwirtschaft und der Institutionen- sowie Politikanalyse.
Das auf vier Semester angelegte Studium wird mit dem Master of Science abgeschlossen. Unterrichtssprache ist Englisch.

## Studienorte
Studiert werden kann INRM in Deutschland am Albrecht Daniel Thaer-Institut für Agrar- und Gartenbauwissenschaften der Humboldt-Universität zu Berlin, der Technischen Hochschule Köln und der Technischen Universität Bergakademie Freiberg.

## Berufsperspektiven
Einsatzfelder für Examinierte sind beispielsweise die Agrar- und die Umweltwirtschaft. Tätigkeiten in Behörden, im Dienstleistungsbereich und der Wissenschaft können ausgeübt werden. Für Absolventen des Studienganges ist es zudem möglich, Mitarbeiter von Unternehmen zu werden, deren Aufgabengebiet im Bereich der nicht national begrenzten Kooperation liegt. Zu diesen gehören u. a. die Deutsche Gesellschaft für Internationale Zusammenarbeit oder die Bundesanstalt für Geowissenschaften und Rohstoffe.